# Razgrad
Razgrad vagy Razgád (bolgárul: Разград [razɡrat]) város Bulgária északkeleti részén, a Beli Lom folyó völgyében, amely Ludogorie (Deliorman) történelmi és földrajzi régiójába esik. Razgrad megye közigazgatási központja.

## Etimológia

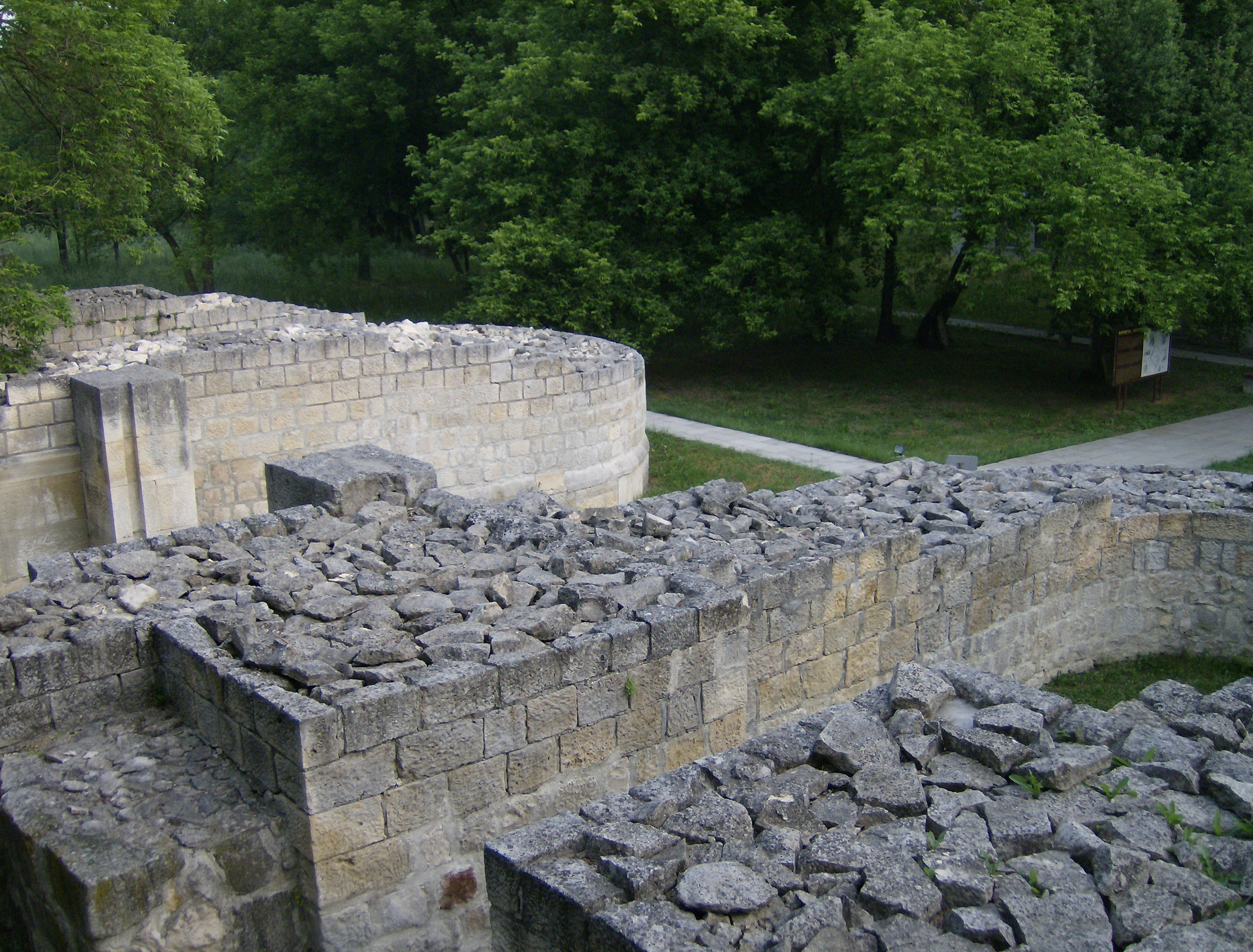
Abrittus romjai

A "grad" utótag bolgárul várost jelent, míg a "raz" első rész eredete és jelentése homályos. A második Bolgár Birodalom idején a mai város körül volt egy település, amelyet Hrasgrad, Hrazgrad és Hrizgrad néven említenek. Ezek a nevek Hors bolgár és szláv isten nevéből származnak.

## Történelem

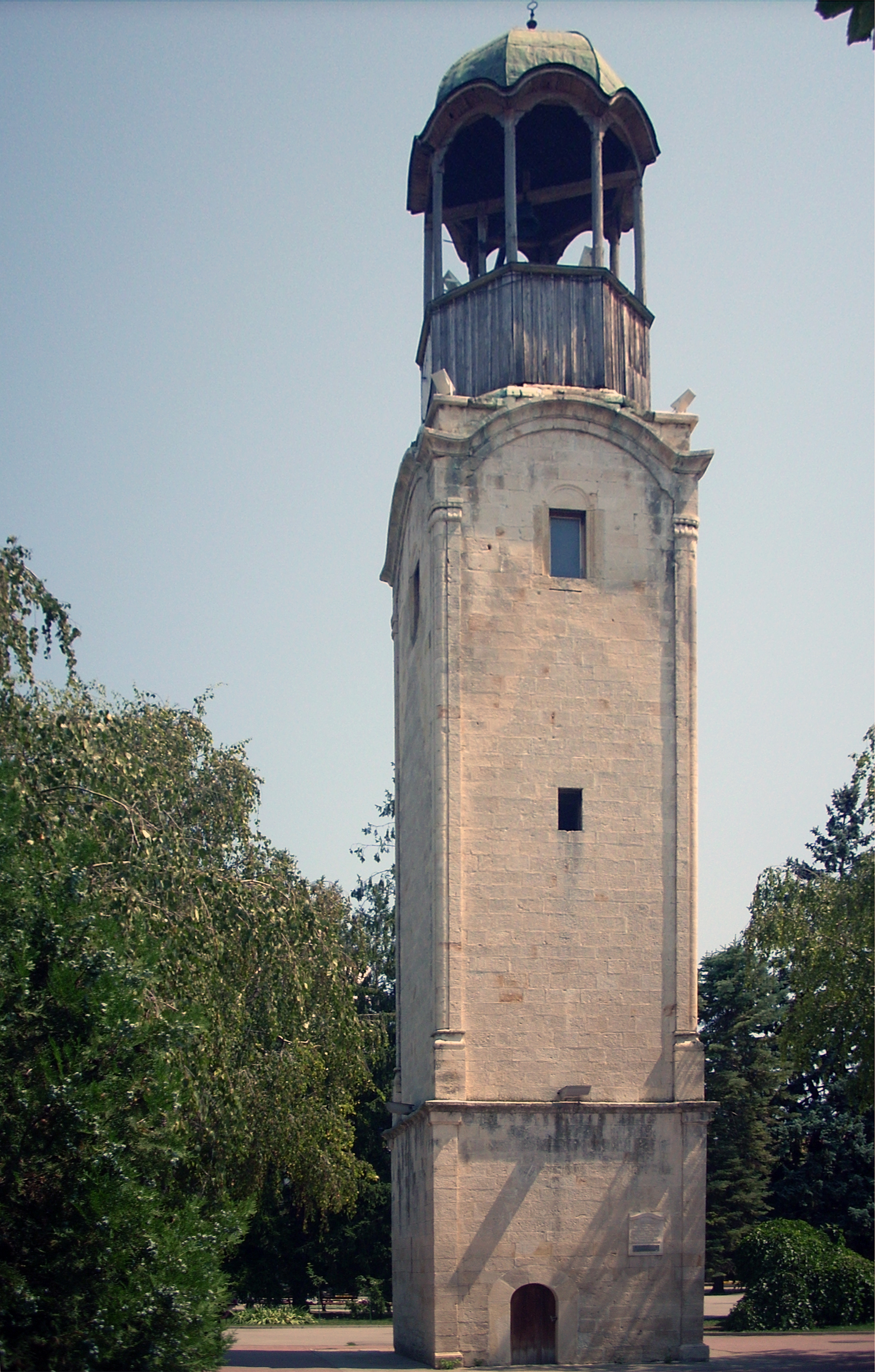
Razgrad óratorony, a város jelképe, 1864-ben épült

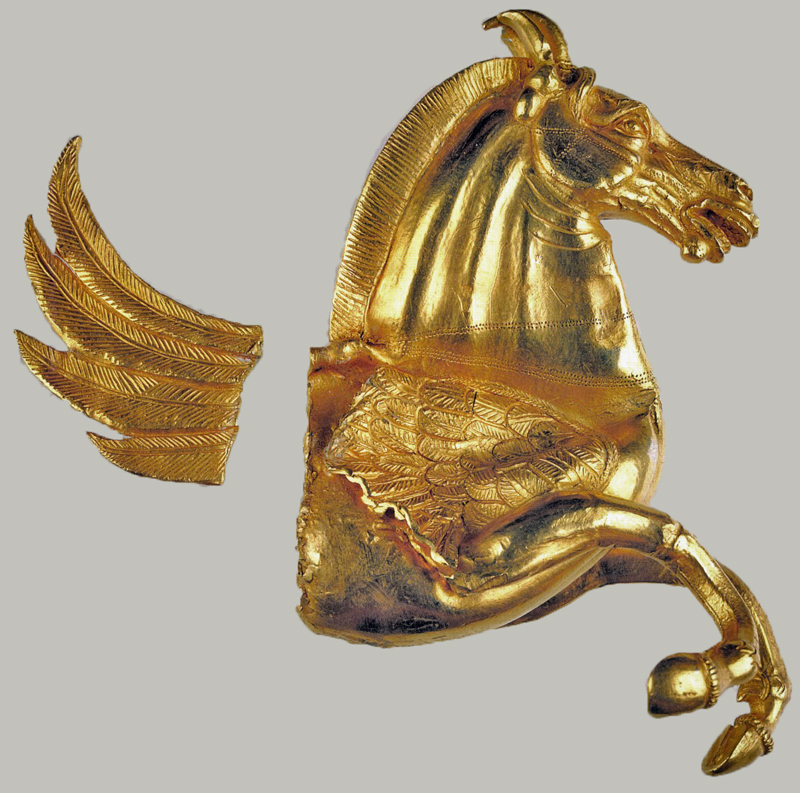
A vazovói Rhüton Razgrad szimbólumává vált. Razgrad jelképének része

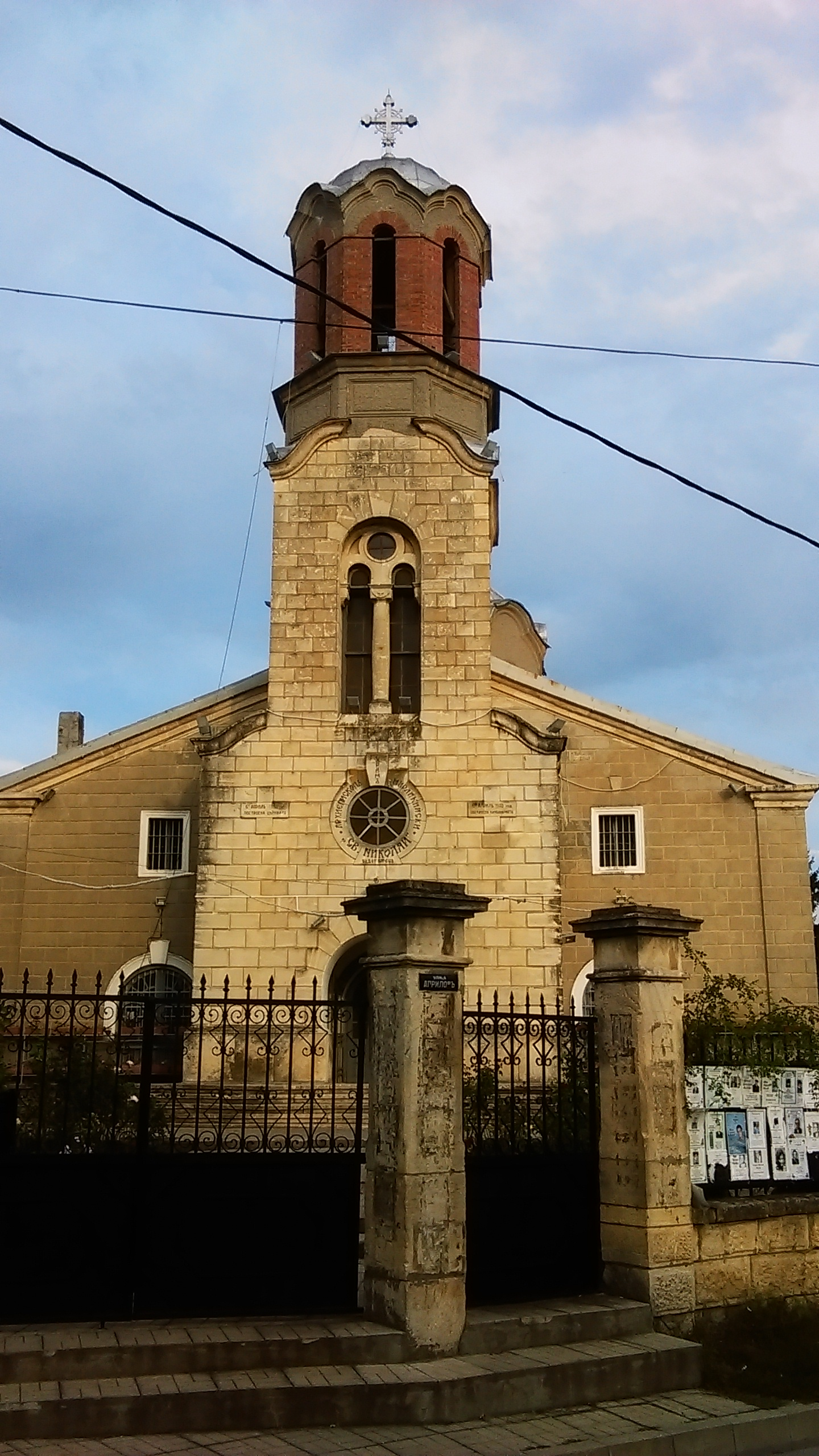
Templom Razgradban

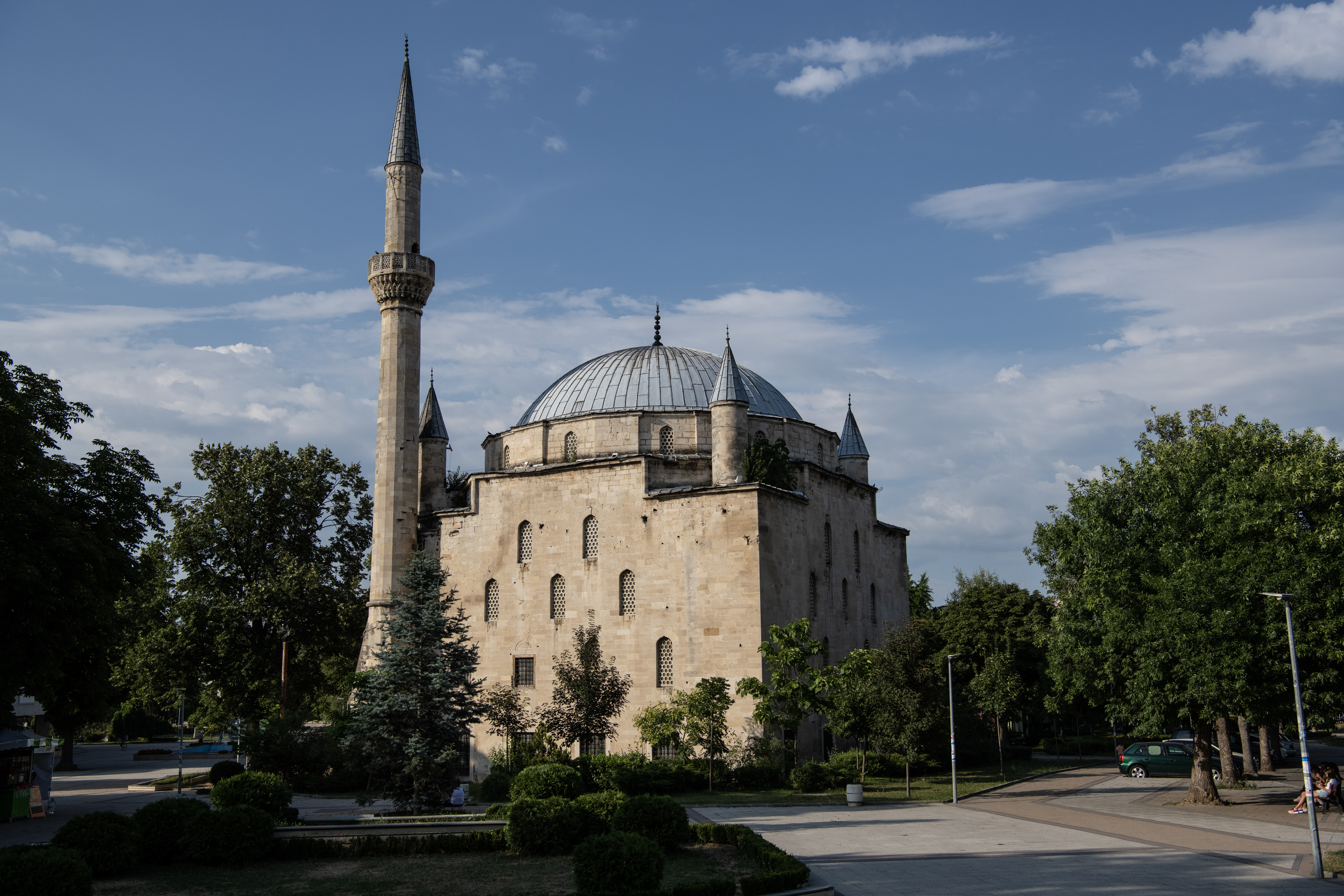
İbrahim Pasa mecsetje Razgrad városközpontjában

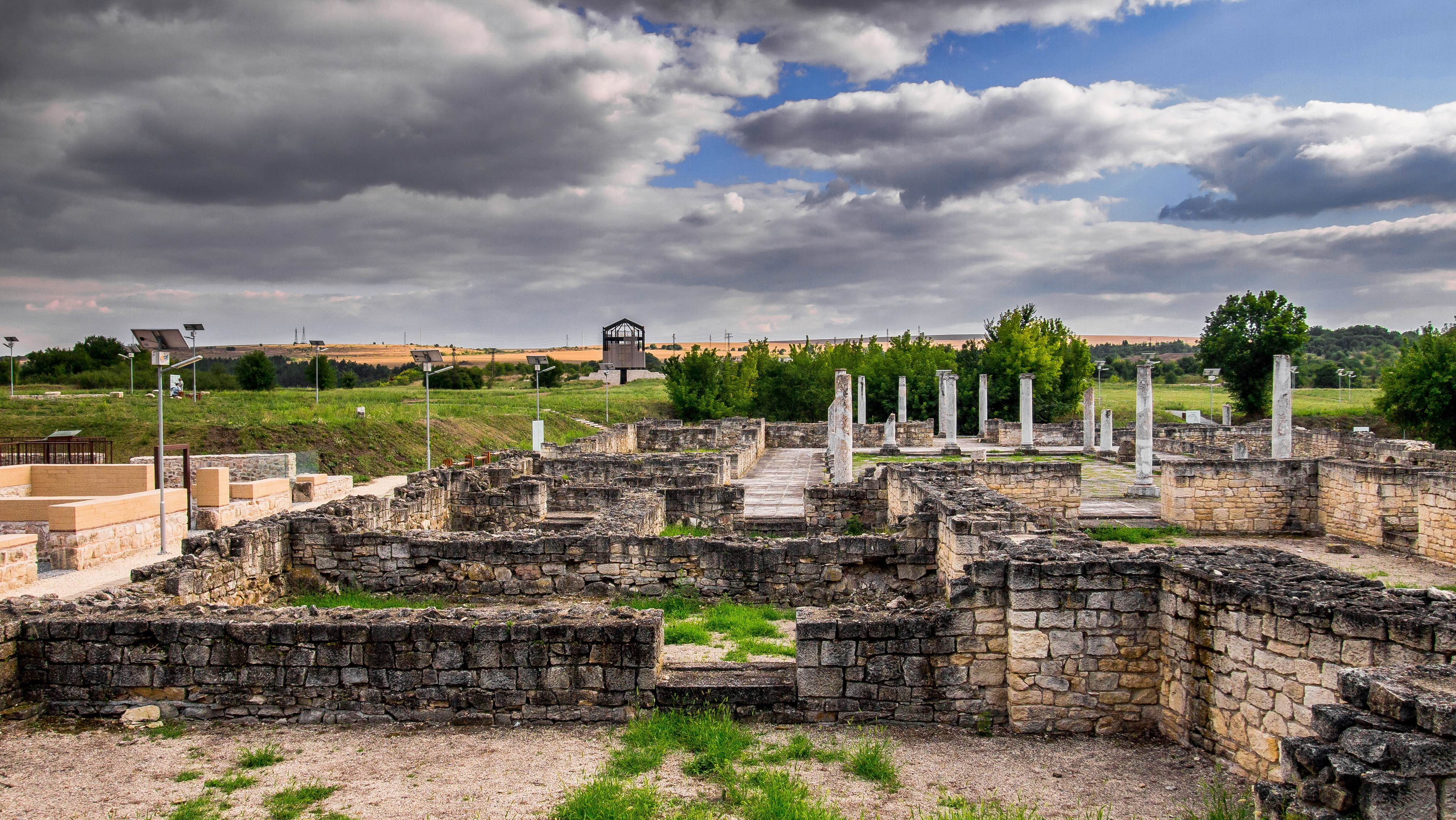
Abritus romjai

Razgrad, ókori elődje, a római város: Abritus romjaira épült, a Beli Lom folyó partján. Abritus városa egy Kr.e. 4-5. századi ismeretlen nevű trák településre épült. A régészek az épületek romjain kívül, III. Seuthes  (Kr. e. 330-300) trák király több bronzérmét,  kerámiákat, valamint más uralkodók műtárgyait és Herkules áldozati oltárát találták meg.
251-ben ez a város volt az abrittusi csata helyszíne, amelynek során a gótok legyőzték a római hadsereget,  amelyet Decius Traianus császár és fia Herennius Etruscus vezettek. A csata arról nevezetes, hogy itt volt az első alkalom, amikor a barbárok római császárt öltek, előbb Herenniust, majd az apját Deciust is.
Razgrad nevezetességei közé tartozik a Varosha építészeti komplexuma a 19. századból, amely magában foglalja a néprajzi és több más múzeumot, valamint az  1864-ben épült, jellegzetes razgradi óratoronyot a város központjában. Itt látható a csodatevő Szent Miklós templom, amely 1860-ban épült,  a Momina cseshma szobor, a Felszabadítók mauzóleuma (1879–1880) és  Ibrahim pasa mecsetje 1530-ból. A mecsetről azt mondják, hogy az egyik legnagyobb a Balkánon.
1933-ban megtámadták a város török temetőjét, és a holttesteket exhumálták.
A Razgrad csúcs, amely a Greenwich-szigeten, a Dél-Shetland-szigeteken, az Antarktiszon található Razgradról kapta a nevét.

## Népesség
2012 januárjában 33 416-an laktak Razgrad város közigazgatási határain belül, míg Razgrad önkormányzatának a jogilag hozzátartozó szomszédos településekkel (elővárosokkal) együtt: 50 457 lakosa volt. A város (nem az önkormányzat) lakóinak száma 1988-1991 között érte el csúcspontját, amikor meghaladta az 55 ezret.  Az alábbi táblázat a népességszám változását mutatja be 1887 után.Sablon:Table BG town population

### Etnikai összetétel
A 2011-es népszámlálási adatok szerint az etnikai identitásukat bevallók a következőképpen oszlottak meg:
- bolgárok: 24 701 (79,1%)
- törökök: 5902 (18,9%)
- cigányok: 288 (0,9%)
- Egyéb: 140 (0,4%)
- Meghatározhatatlan: 195 (0,6%)
  - Be nem jelentett: 2654 (7,8%)

Razgrad megyében él a második legnagyobb török lakosság Bulgáriában, Kardzhali megye mögött, bár a településen és Razgrad városában alacsonyabb a magukat töröknek vallók aránya, mint a tartomány többi részén.

## Sport
Razgrad ismert arról is, hogy otthont ad a Ludogorets Razgrad egyesületi labdarúgóklubnak, amely az elmúlt években a bolgár futball meghatározó szereplőjévé vált, miután 2012 és 2023 között tizenegy egymást követő bolgár első liga címet nyert Miután a 2013–2014-es szezonban bejutott az UEFA Európa Liga nyolcaddöntőjébe, a klub egy szezonnal később debütált az UEFA Bajnokok Ligájában is. A ludogorecek hazai mérkőzéseiket a Ludogorets Arénában játsszák, amely 10 500 fő befogadására alkalmas.

## Földrajz

### Éghajlat
| Hónap | Jan. | Feb. | Már. | Ápr. | Máj. | Jún. | Júl. | Aug. | Szep. | Okt. | Nov. | Dec. | Év |
| ----- | ---- | ---- | ---- | ---- | ---- | ---- | ---- | ---- | ----- | ---- | ---- | ---- | -- |

| Hónap | Jan. | Feb. | Már. | Ápr. | Máj. | Jún. | Júl. | Aug. | Szep. | Okt. | Nov. | Dec. | Év |
| ----- | ---- | ---- | ---- | ---- | ---- | ---- | ---- | ---- | ----- | ---- | ---- | ---- | -- |

## Nevezetes emberek
- Szofu Mehmed pasa (meghalt 1626-ban), oszmán kormányzó
- Ivan Ivanov Bagrjanov (1891-1945), bolgár politikus, rövid ideig miniszterelnök volt
- Petar Gabrovski (1898–1945), bolgár politikus, rövid ideig miniszterelnök volt
- Dimitar Nenov (1901–1953) bolgár klasszikus zongoraművész, zeneszerző, zenepedagógus és építész
- Boncso Novakov (szül. 1935), bolgár kerékpáros
- Osman Duraliev (1939–2011), bolgár szabadfogású birkózó
- Ali Dinçer (1945–2007), török politikus, Ankara volt polgármestere és volt kormányminiszter
- Emanuil Djulgerov (született 1955), egykori bolgár sportoló
- Stoycho Stoev (született 1962), bolgár labdarúgó és menedzser
- Diyan Angelov (született 1964), egykori bolgár labdarúgó
- Mecnur Çolak (született 1967), török volt labdarúgó
- Nikolay Antonov (született 1968), bolgár egykori sportoló
- Şoray Uzun (született 1968), török humorista, író és televíziós műsorvezető
- Neriman Özsoy (született 1988), török női röplabda játékos

## Razgrad testvérvárosai
Razgrad testvérvárosi kapcsolatban áll:
- Orjol, Oroszország (1968)
- Szombathely, Magyarország (1992)
- Wittenberge, Németország (2001)
- Armagh, (Észak-Írország, Egyesült Királyság) (1995)
- Châlons-en-Champagne, Franciaország (1975)
- Avcılar, Istanbul, Turkey (2000)
- Yangzhou, Kína (2000)
- Brunswick, Ohio, Amerikai Egyesült Államok (1998)
- Poznań, Poland (2006)
- Assen, Hollandia (2006)
- Călărași, Románia (2007)
- Szaloniki, Görögország (2008)

## Fordítás
Ez a szócikk részben vagy egészben  a   Razgrad című angol Wikipédia-szócikk ezen változatának fordításán alapul.  Az eredeti cikk szerkesztőit annak laptörténete sorolja fel. Ez a jelzés csupán a megfogalmazás eredetét és a szerzői jogokat jelzi, nem szolgál a cikkben szereplő információk forrásmegjelöléseként.